# Indian Harbour Beach
Indian Harbour Beach város az USA Florida államában, Brevard megyében. Lakosainak száma 9019 fő (2020. április 1.).

## Népesség
A település népességének változása:

| 2010 | 8 225 |
| 2020 | 9 019 |